# Guyabauri
Guyabauri (en georgiano: გუჯაბაური; en ruso: Гуджабаури) o Guyabar (en osetio: Гудзабар) es un pueblo que pertenece a la parcialmente reconocida República de Osetia del Sur, parte del distrito de Tsjinval, aunque de iure pertenece al municipio de Kurta de la región de Iberia Interior de Georgia.

## Geografía
Guyabauri se encuentra en el lado derecho del río Gran Liajvi, a 1 km de Tsjinvali. 

## Historia
De 1922 a 1990, formó parte del distrito de Tsjinval del óblast autónomo de Osetia del Sur. De 1990 a 2006, formó parte del raión de Kareli y, desde 2006, forma parte del municipio de Kurta. 
Durante la guerra de Osetia del Sur de 1991-1992, las autoridades osetias lograron controlar el pueblo y los georgianos huyeron del lugar. A lo largo del conflicto georgiano-osetio, la aldea se convirtió repetidamente en blanco de bombardeos desde las aldeas georgianas de Nikozi y Ergneti.
Después de la guerra ruso-georgiana de 2008, se colocó un puesto fronterizo militar en el pueblo para proteger la frontera con el resto de Georgia.

## Demografía
La evolución demográfica de Guyabauri entre 1916 y 2015 fue la siguiente:
| 226                                                      | 504 | 1070 | 894 |
| (Fuente: Population of South Ossetia since Soviet times) |     |      |     |

Según el censo soviético de 1959, la mayoría de la población local eran georgianos. En el censo ruso de 1916 y el soviético de 1989, la composición étnica del pueblo era la siguiente:
|              | 1916      | 1916       | 1989      | 1989       |
| Grupo étnico | Población | Porcentaje | Población | Porcentaje |
| ------------ | --------- | ---------- | --------- | ---------- |
| Georgianos   | 186       | 82,3%      | 449       | 42%        |
| Osetios      | 40        | 17,7%      | 621       | 58%        |
| Total        | 226       | 100%       | 1070      | 100%       |

## Infraestrucctura

### Arquitectura, monumentos y lugares de interés
En el centro del pueblo se encuentra la iglesia de la Virgen de Guyabauri, un templo de finales de la Edad Media.